# لندبو
لَنْدبو (به فنلاندی: Landbo) یک منطقهٔ مسکونی در فنلاند است که در هلسینکی واقع شده‌است. لندبو ۸۵۴ نفر جمعیت دارد.